# Ritratto di Jörg Fugger
Il Ritratto di Jörg Fugger è un dipinto olio su tavola (26x20 cm) di Giovanni Bellini, datato 1474 e conservato nel Norton Simon Museum a Pasadena.

## Storia
Ritrovato in un castello del conte Johannes Fugger dl 1926 fu soggetto ad alcune rivendite prima di giungere nel 1928 alla collezione Contini Bonacossi per essere venduto nel 1969 alla Norton Simon Art Foundation. A Pasadena fu sottoposto ad un assottigliamento del supporto e a una parchettatura al fine di risolvere i problemi creati dauna crepa orizzontale. Pubblicato per la prima volta da August L. Mayer nel Burlington Magazine il dipinto fu generalmente accettato come autografo, tranne che da Luitpold Dussler nel 1935 che poi lo accettò nel 1949. L'unica voce contraria rimase quella di James Beck che nel 1988-1989 lo attribuiva alla scuola ferrarese.

## Descrizione e stile
È il primo ritratto documentato di Bellini, grazie alla iscrizione un tempo presente sul reto del dipinto assieme al nome dell'effigiato (JORG.FUGGER / MCCCCLXXIIII / ADI: XX ZUGNO), si tratta quindi sicuramente di Jorg Fugger fratello minore del più noto Jacob "il ricco" della ricca famiglia di Augusta, giunto a Venezia per un apprendistato nella ditta di famiglia forse al Fondaco dei Tedeschi e per studiare le regole contabili.
È anche il primo ritratto a tre quarti che ci sia noto nella pittura veneziana, ispirato ai modelli fiamminghi. Forse quest'impostazione fu indicata dallo stesso Fugger cui erano familiari i ritratti nordici.

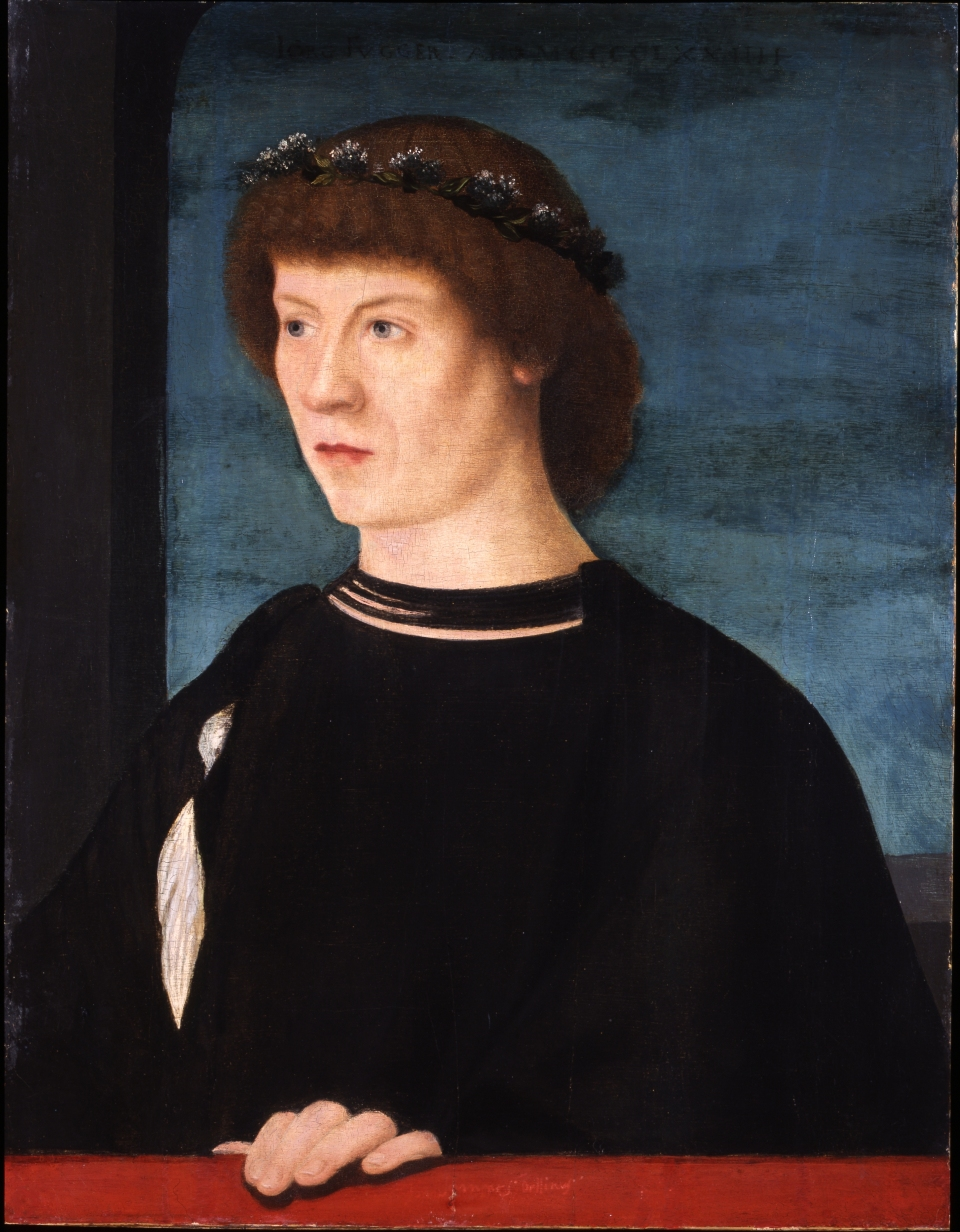
La seconda ipotetica versione, già in collezione privata a Milano

L'uomo, su un fondo blu molto scuro, è ritratto a mezzo busto di tre quarti verso sinistra. Il vestito nero e i capelli fulvi e ricci sono incoronati da una ghirlanda. 
L'individuazione fisiognomica è profonda ma l'espressione concentrata è fissa e quasi estranea rispetto allo spettatore, cosa caratteristica dei ritratti di Bellini (e desiderata dalla committenza) tutti orientati al nascondere le emozioni private in una sorta di non-espressione a differenza delle sue Madonne caricate di una forte sentimentalità. 
Piuttosto che a quei valori psicologici poi introdotti a Venezia da Antonello da Messina dal 1475, anche se alcune opere del Messeno erano già comunque note a Venezia e prima di esse i ritratti dei fiamminghi, Bellini preferisce concentrarsi sui giochi contrapposti delle curve della nuca e della guancia, della ghirlanda e della massa di ricci. Intreccia anche un effetto di monumentalità, evidente nella forte tridimensionalità del volto, con l'attenzione ai piccoli dettagli dei fiocchi, dei cordoni e dei riccioli che emergono dallo sfondo e dell'abito.
Ne esiste anche una versione dubitativamente attribuita, e forse di bottega belliniana, già in una collezione privata a Milano, ora a New York.